# ヤマオダマキ
ヤマオダマキ（山苧環、学名：Aquilegia buergeriana ）は、キンポウゲ科オダマキ属の多年草 。

## 特徴
地下には丈夫な根茎と太く長い根がある。根出葉は2回3出複葉で、葉柄は長さ15-25cmになる。各小葉の第1小葉柄は3.5-6cmと長く、第2小葉柄は1.5cm以下と短い。各小葉は長さ2.5-3.5cmになる扇形で、葉の先は2-3中裂し、各裂片はさらに2-3浅裂する。葉の表面は緑色、裏面は粉白色で裏面の基部近くには軟毛が散生する。茎は高さ30-70cmになり、上部には軟毛は生える。茎につく葉は上部では柄がなく、1回3出複葉になる。
花期は6-8月。茎の上部に放射相称で直径3-3.5cmの花を下向きにつける。萼片は5個で花弁状になり、狭卵形で紫褐色になる。萼片の内側に花弁5個が互生し、黄色で長さ1.2-2.5cmになるが、基部はうしろに長く伸びて距になる。距は紫褐色になり、やや内側に弓状に曲がり、先は徐々に細くなり先端は小球状になる。雄蕊は先熟で多数あり、中心部は退化した膜状の仮雄蕊となって雌蕊群を取り囲む。雌蕊は5個ある。
萼片と花弁が落ちると、離生した雌蕊が下向きから上向きに変わり、成熟して果実となる。果実は直立し、長さ1.5-2cmの5個の袋果となり、腺質の短毛が密に生える。袋果の中には、光沢のある黒色の種子が多数ある。分類表内の写真には、花が終わり、離生した雌蕊が上向きになったものが見える。

## 分布と生育環境
北海道、本州、四国、九州に分布し、温帯から亜寒帯の山地の道ばたの草地や林縁などに生育する。

## 和名の由来
苧環（おだまき）とは、昔、カラムシ（苧）やアサ（麻）などの繊維を巻いた管のことで、距が伸びた花のようすが似ているためつけられたものであり、山に生えるのでヤマオダマキ（山苧環）という。

## 下位分類
- キバナノヤマオダマキ Aquilegia buergeriana Siebold et Zucc. var. buergeriana f. flavescens Makino - 花の色が黄色のもの[2][4]。
- オオヤマオダマキ Aquilegia buergeriana Siebold et Zucc. var. oxysepala (Trautv. et C.A.Mey.) Kitam. - 変種で、距が内側に強く巻き込むもの。日本のほか、シベリア東部、中国大陸（北部・東北部）、朝鮮半島に分布する[2][4]。

## ギャラリー
- キバナノヤマオダマキ
- ヤマオダマキ 
距が内側にやや曲がる。
- オオヤマオダマキ 
距が内側に強く曲がる。
- ヤマオダマキの袋果とその中の種子。